# رؤیای یک افسانه عجیب
رؤیای یک افسانه عجیب (انگلیسی: Dreaming of a Freaking Fairy Tale؛‏ کره‌ای: 나는 대놓고 신데렐라를 꿈꾼다) یک مجموعه تلویزیونی محصول کره جنوبی ساخته‌شده توسط بک می کیونگ، به نویسندگی یو جا، به کارگردانی کیم مین کیونگ و با بازی پیو یه جین و لی جون یونگ است. این مجموعه از ۳۱ مه تا ۲۸ ژوئن ۲۰۲۴، جمعه‌ها ساعت ۱۲:۰۰ در تیوینگ منتشر شد. این مجموعه همچنین برای استریم در ویو و پارامونت پلاس در مناطق منتخب قابل دسترسی است.

## بازیگران

### اصلی
- پیو یه جین در نقش شین جه ریم[۲]
- لی جون یونگ در نقش مون چا مین[۲]

### مکمل
- کیم هیون جین در نقش بک دو هونگ[۳]
- کیم چه اون در نقش کانگ سو جین[۴]
- سونگ جی وو در نقش بان دان آه[۵]
- لی دا هه[۶]
- دو بیونگ هون در نقش هو یونگ به[۷]
- ریو سونگ سو در نقش پدر جه ریم[۸]
- آن هیون جونگ در نقش یانگ سه ری[۹]